# Oxyfidonia monoderctes
Oxyfidonia monoderctes är en fjärilsart som beskrevs av Louis Beethoven Prout 1915. Oxyfidonia monoderctes ingår i släktet Oxyfidonia och familjen mätare. Inga underarter finns listade i Catalogue of Life.